# Rhodský kolos
Rhodský kolos (řecky Κολοσσός της Ρόδου, Kolossos tés Rhodú), též "Kolos rhódský" byla bronzová socha starověkého řeckého boha Hélia postavená u přístavu na ostrově Rhodos. Vystavěli ji v letech 304–292 př. n. l. (nebo spíše 292 až 280 př. n. l.) obyvatelé ostrova, kteří tak chtěli bohu poděkovat za pomoc při odražení invaze Démétria Poliorkéta, syna makedonského krále Antigona I. Monofthalma. Prodali ukořistěné válečné vybavení za 300 talentů a za ně se rozhodli pořídit tuto kolosální sochu. Díky své výšce kolem 33 metrů se Rhodský kolos stal nejvyšší sochou starověku a zároveň jedním ze Sedmi divů světa.

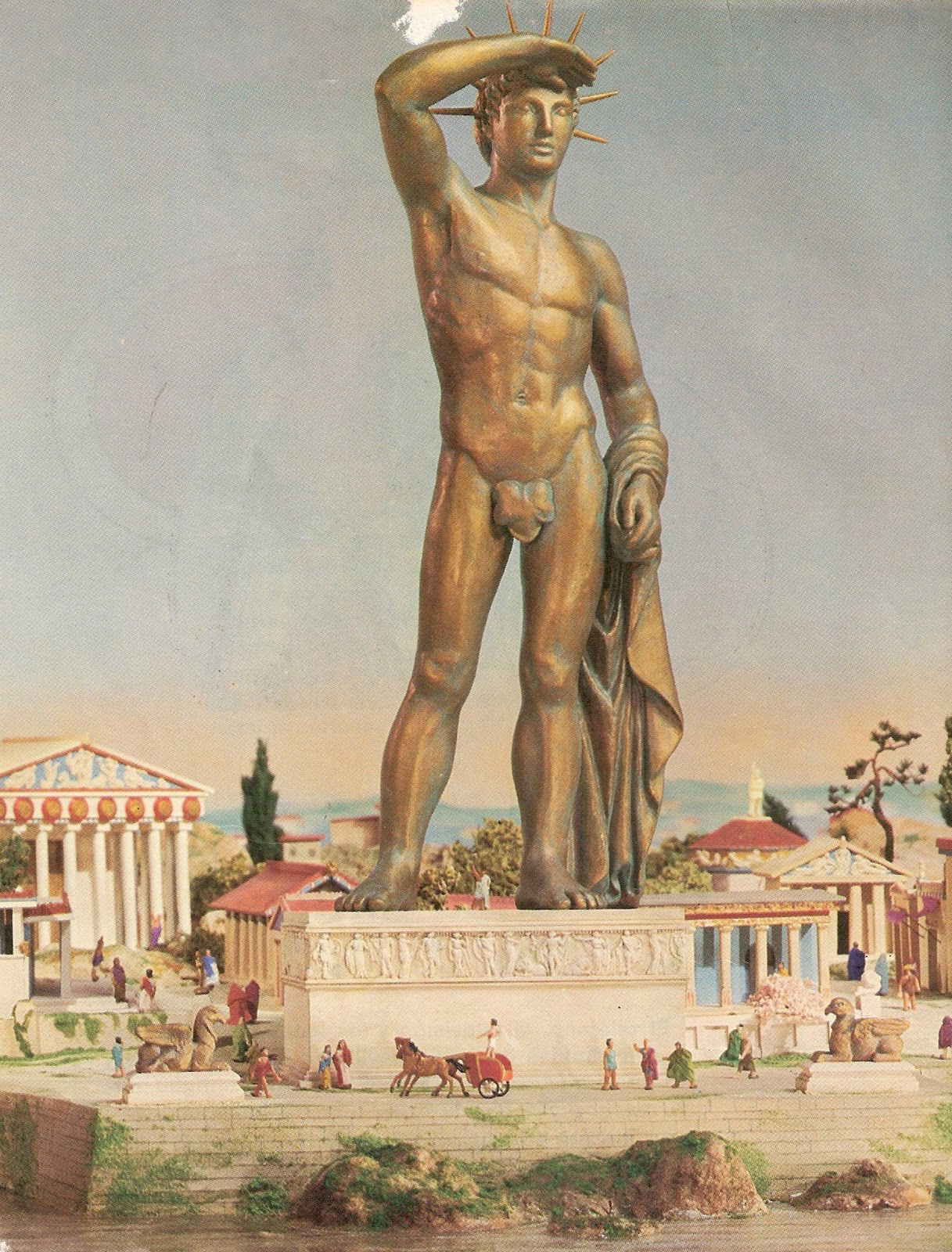
Rekonstrukce možné podoby kolosu s pravděpodobnějším umístěním na kopci

Stavitelem kolosu byl Chárés z Lindu. Stavěl jej tak, že jej obkružoval tunami písku a štěrku, aby zakryl jeho dosavadní podobu. Když sochu po 12 letech dostavěl a odhalil, nesetkalo se jeho dílo s obdivem všude. Někteří Rhoďané si mysleli, že by tato gigantická socha mohla boha rozzlobit, a to tak, že by společně s ní mohl svrhnout i celý ostrov. Přesný způsob její stavby však dosud není známý.
Podle některých verzí stál rozkročený nad přístavem a pod jeho nohama proplouvaly lodě. Chodidla by však musela být od sebe vzdálena 12 m a kolos by se v kyčlích rozlomil.[zdroj⁠?!]
K destrukci sochy došlo v roce 226 př. n. l., kdy se po ničivém zemětřesení rozlomila v kolenou a spadla. Její pozůstatky setrvaly na původním místě až do roku 653, kdy Rhodos přepadli Arabové a odvezli je neznámo kam. Pravděpodobně je posléze roztavili.
I když dnes už v přístavu Mandraki kolos nestojí, turisté si přístav chodí prohlížet. Na místě, kde byl bůh Hélios rozkročen, najdeme dnes dva sloupy, na kterých stojí dva daňci – samec na jednom a samice na druhém. Tyto sloupy se staly symbolem ostrova Rhodos a navždy mají připomínat umístění Rhodského kolosu.